# Angela Stent
Angela E. Stent é uma especialista em política externa especializada nas relações dos EUA e da Europa com a Rússia e na política externa russa. Ela é professora de Governo e Serviço Estrangeiro na Universidade de Georgetown e diretora do Centro de Estudos Eurasianos, Russos e do Leste Europeu. Ela também é membro sênior não residente da Brookings Institution. Ela atuou no Escritório de Planejamento de Políticas do Departamento de Estado dos EUA e como Oficial de Inteligência Nacional para a Rússia e a Eurásia.

## Infância e educação
Nascida em Londres em 1947, Stent foi educada na Haberdashers' Aske's School for Girls antes de ir para o Girton College, Universidade de Cambridge, onde recebeu seu bacharelado em economia e história moderna. Ela obteve um mestrado em relações internacionais com distinção pela London School of Economics. Ela obteve um segundo mestrado em estudos soviéticos na Universidade de Harvard. Ela recebeu seu PhD do Departamento de Governo de Harvard.

## Carreira
Stent ingressou no Departamento de Governo da Universidade de Georgetown em 1979. Em 2001, ela recebeu uma nomeação conjunta como Professora de Governo e Serviço Exterior e tornou-se Diretora do Centro de Estudos Eurasianos, Russos e do Leste Europeu. Na Brookings Institution, ela co-preside o Fórum Hewitt sobre Assuntos Pós-Soviéticos. De 1999 a 2001, ela serviu no Escritório de Planejamento de Políticas nas administrações Clinton e Bush, onde foi responsável pela Rússia e Europa Oriental. De 2004 a 2006, ela foi a Oficial Nacional de Inteligência para a Rússia e Eurásia no Conselho Nacional de Inteligência. De 2008 a 2012, ela foi membro do painel consultivo do Supremo Comandante Aliado na Europa.

### Publicações
Seu primeiro livro, publicado em 1982 pela Cambridge University Press, foi From Embargo to Ostpolitik: the Political Economy of West German-Soviet Relations. Enquanto pesquisava para este livro, Stent foi assaltada em Moscou, de acordo com um artigo que ela escreveu no The New York Times. Ela relatou que o policial que investigava o caso afirmava que isso não poderia ter acontecido, declarando: "Não temos crime na URSS". Rússia e Alemanha renascem: unificação, colapso soviético e a nova Europa foi seu segundo livro, publicado pela Princeton University Press em 1999. Nele, ela analisou e narrou os tumultuados eventos que levaram ao fim do comunismo na Europa Oriental, o colapso da União Soviética, o surgimento da Rússia moderna e a reunificação da Alemanha Ocidental e Oriental. Mikhail Gorbachev, ex-Primeiro Secretário do Partido Comunista e então Presidente da União Soviética, estava entre as entrevistas para o livro. Quando Stent perguntou a Gorbachev qual líder mundial ele mais admirava, sua resposta foi "Ronald Reagan foi o maior estadista ocidental com quem lidei. Ele era um político inteligente e astuto que tinha visão e imaginação."